# Grevea
Grevea, rod grmova i manjeg drveća iz porodice Montiniaceae. Podstoje 3 priznate vrste, dvije iz Afrike i jedna sa Madagaskara

## Vrste
1. Grevea bosseri Letouzey, Kongo, Liberija.
2. Grevea eggelingii Milne-Redh., Kenija, Mozambik, Tanzanija.
3. Grevea madagascariensis Baill.